# Божественное воздаяние
Боже́ственное воздая́ние — Божественное действие, производимое как реакция на грех, направленное на подавление зла, субъективно воспринимаемое людьми как гнев. Одной из главнейших доктрин Библии является святость Бога: Бог — не интеллектуальная абстракция, Он не понимается как Существо, безразличное к человеческим поступкам; напротив, Его чистая и возвышенная природа самым энергичным образом карает всё несправедливое и нечистое на свете: «Но не Ты ли издревле Господь Бог мой, Святый мой? <…> Чистым очам Твоим не свойственно глядеть на злодеяния, и смотреть на притеснение Ты не можешь <…>» (Авв. 1:12, 13).
Одним из ранних примеров является Всемирный потоп, уничтоживший почти всё человечество, кроме семьи праведника, которая упоминается в эпосе про Гильгамеша (история Утнапиштима), Книге Бытия (6:9-8:22) и Коране (Ной/Нух). Другими примерами являются рассеяние по миру строителей Вавилонской башни (Бытие. 11:1—9), уничтожение Содома и Гоморры (Бытие. 18:20, 21, Бытие. 19:23—28), Десять египетских казней в ответ на преследование Сынов Израилевых (Исход, главы 7-12).

## В Ветхом Завете

### Терминология
Гнев Божий в Ветхом Завете выражается следующими терминами:
- др.-евр. חרון אף‬, «charon-af», «взрыв гнева»,
- עברח‬, «ebrah» — негодование (?),
- רזגז‬, «rogez» — волнение,
- כעם‬, «kaas» — досада,
- קצף‬, «kezef» — раздражение,
- חמה‬, «hemah» — ярость,
- זעף‬, «zaaf» — бешенство,
- זעף‬, «zaam» — излияние ярости.

### Причины гнева Божия
Гнев, вызванный грехом (middat ha-din), и сострадание к грешнику (middat ha-rachmim) являются человеческими понятиями ο Боге, неотделимыми от свойств Бога как справедливого правителя мира. Без первых не было бы страха Божия или повиновения Его закону (Исх., 20, 20; Второз., 11, 16, 17; Иошуа, 24, 19, 20); без последнего не было бы покаяния и возвращения грешника на путь истины (Мих., 7, 18; Иона, 3, 9; Иез., 18, 23).
Гнев Бога вызывается:
- идолопоклонством (Второз., 6, 15; 9, 19, 20, 17; II Цар., 17, 18 и др.),
- ропотом на Него (Числ., 11, 1),
- неблагодарностью (там же, 11, 10),
- неуважением к священным предметам (II кн. Самуила, 6, 7),
- непослушанием (Исх., 4, 14),
- притеснением бедных (Исх., 22, 23; Исаия, 9, 16; 10. 4).

### Выражения гнева

#### «Огонь пожирающий»
«Ибо Господь Бог твой есть огонь пожирающий — Бог ревнитель» (Второзак., 4, 24).
Вызванный гневом Божьим становится «огнём», который «жжёт до ада преисподнего, и поедает землю и произведения её, и подпаляет основания гор» (Второзак., 32, 22). «И излились гнев Мой и негодование, и возгорелись в городах Иудеи и на улицах Иерусалима» (Иерем., 44, 6).
Особенно сильно описание мстящего гнева Божьего у пророка Наума (1, 6): «Пред гневом Его, — восклицает пророк, — кто устоит? и кто выдержит пламя Его негодования? Гнев Его разливается, как огонь; скалы распадаются пред ним».

#### Стихийная сила
Иногда гнев Бога насылается как стихийная сила, чтобы ниспровергнуть отдельных людей и народы (Исх., 15, 7; Пс., 78, 49; Иов, 20, 23; Ис., 30, 30), или Бог преподносит народам чашу пылающего гнева, чтобы они пили и обезумели (Иер., 25, 15 и след.).

#### День гнева
День гнева соответствует дню суда или дню Страшного суда (Цеф., 1, 15; 2, 2, 33, 8 и др.). Но направлен ли гнев Божий:
- на стихийные силы (Пс., 18, 9, 16),
- на отдельных людей (II Сам., 6, 7),
- на весь Израиль (Второз., 29, 27; Иерем., 25, 37f)
- на другие народы (Ис., 63, 3, 6; Иер., 10, 25; Иезек., 36, 5),
- влечёт ли он немедленную смерть (Чис., 11, 33; Пс., 78, 38 и сл.) .
- используется врагом как орудие (Пс., 106, 40 сл.),

он не бывает выражением капризной страсти, но является необходимым элементом Его нравственной природы. Гнев сдерживается и контролируется божеским милосердием — коррелятивным атрибутом правосудия. У Гошеи, 11, 8, 9 говорится: «Как Мне поступить с тобою, Эфраим?… Встревожено во Мне сердце Мое; возгорелась вся жалость Моя. Не дам действовать пламенному гневу Моему».
Бог, «милостивый, покрывающий грех и не погубляющий, часто останавливающий гнев Свой и не пробуждающий всей ярости Своей» (Пс., 78, 38), также долготерпелив, др.-евр. ארך אפים‬ (Исх., 34, 6; Книга пророка Наума, 1, 3).

«Ты разгневался на меня, но гнев Твой укрощается, и Ты утешаешь меня» (Ис., 12, 1).

«В гневе Ты вспоминаешь ο милости» (Книга пророка Аввакума, 3, 2).

## В Новом Завете

### Евангелие
- Стихийные бедствия, голод, войны, эпидемии (Мк. 13:8, Мф. 24:7, Лк. 21:11).
- Притчи о минах (Лк. 19:11—28), о злых виноградарях (Мф. 21:33—41, Мк. 12:1—9, Лк. 20:9—16), о брачном пире (Мф. 22:1—14, Лк. 14:16—24) приводились св. Иоанном Златоустом в качестве примеров предсказаний Христом будущих бедствий, которые Он обрушит на иудеев («Беседы на Послание к Римлянам», беседа 25).
- «Верующий в Сына имеет жизнь вечную, а не верующий в Сына не увидит жизни, но гнев Божий пребывает на нём» (Ин. 3:36).

### Апостол
- Гибель Анании и Сапфиры (Деян. 5:1-11).
- Гибель Содома и Гоморры приводится как пример Божьей кары (2Пет. 2:6, Иуд. 1:7), по толкованию св. Луки Крымского — за мужеложество и скотоложество[3].
- «Ибо открывается гнев Божий с неба на всякое нечестие и неправду человеков, подавляющих истину неправдою» (Рим. 1:18).
- «Но, по упорству твоему и нераскаянному сердцу, ты сам себе собираешь гнев на день гнева и откровения праведного суда от Бога» (Рим. 2:5).
- «Если же наша неправда открывает правду Божию, то что скажем? не будет ли Бог несправедлив, когда изъявляет гнев? (говорю по человеческому рассуждению)» (Рим. 3:5).
- «Что же, если Бог, желая показать гнев и явить могущество Своё, с великим долготерпением щадил сосуды гнева, готовые к погибели, дабы вместе явить богатство славы Своей над сосудами милосердия, которые Он приготовил к славе, над нами, которых Он призвал не только из Иудеев, но и из язычников?» (Рим. 9:22—24).
- «Не мстите за себя, возлюбленные, но дайте место гневу Божию. Ибо написано: Мне отмщение, Я воздам, говорит Господь» (Рим. 12:19).
- «Никто да не обольщает вас пустыми словами, ибо за это приходит гнев Божий на сынов противления» (Еф. 5:6).

### Откровение Иоанна Богослова
- «И я взглянул, и вот, конь бледный, и на нем всадник, которому имя „смерть“; и ад следовал за ним; и дана ему власть над четвертою частью земли — умерщвлять мечом и голодом, и мором и зверями земными» (Откр. 6:8).
- Из дыма на землю выходит саранча с человеческим лицом, львиными зубами и в короне, чтобы мучить людей в течение пяти месяцев (Откр. 9:3-7).
- После ухода саранчи появляются четыре ангела-губителя и уничтожают треть человечества (Откр. 9:15).
- После ангелов-губителей появляется войско всадников верхом на чудовищных конях, которое губит ещё треть человечества (Откр. 9:16-19).
- «И двадцать четыре старца, сидящие пред Богом на престолах своих, пали на лица свои и поклонились Богу, говоря: благодарим Тебя, Господи Боже Вседержитель, Который есть, и был, и грядешь, что ты принял силу Твою великую и воцарился. И рассвирепели язычники; и пришёл гнев Твой и время судить мёртвых и дать возмездие рабам Твоим, пророкам и святым и боящимся имени Твоего, малым и великим, и погубить губивших землю» (Откр. 11:16-18).
- «И третий Ангел последовал за ними, говоря громким голосом: кто поклоняется зверю и образу его и принимает начертание на чело своё, или на руку свою, тот будет пить вино ярости Божией, вино цельное, приготовленное в чаше гнева Его, и будет мучим в огне и сере пред святыми Ангелами и пред Агнцем; и дым мучения их будет восходить во веки веков, и не будут иметь покоя ни днем, ни ночью поклоняющиеся зверю и образу его и принимающие начертание имени его» (Откр. 14:9—11).
- Семь чаш гнева Божьего (Откр. 15:1, 7, Откр. 16:1—21).
- «Из уст же Его исходит острый меч, чтобы им поражать народы. Он пасет их жезлом железным; Он топчет точило вина ярости и гнева Бога Вседержителя» (Откр. 19:15).
- «А прочие убиты мечом Сидящего на коне, исходящим из уст Его, и все птицы напитались их трупами» (Откр. 19:21).

## В патристике
- «Вразумленный по совершении первых грехов и сподобившийся получить прощение, если согрешает снова, уготовляет себе тягчайший прежнего суд гнева: „вот, ты выздоровел; не греши больше, чтобы не случилось с тобою чего хуже“ (Ин. 5:14). Когда некоторые подпадают суду гнева Божия, тогда прочие, убоявшись, должны вразумиться (Лк. 13:1—5, Деян. 5:5, 1Кор. 10:10, 11)» (св. Василий Великий, «Нравственные правила. Правило 11. О судах Божиих и о страхе, какой должны они внушать»).
- «Бог отчасти угрозил нам, отчасти простер на нас бич, от иного удержался силой, иному подверг нас, равно вразумляя и наказанием, и угрозой, и пролагая путь гневу Своему, Он, по преизбытку благости, начинает с меньшего, чтобы не иметь нужды в большем. Но Он наказывает и большим, если бывает к тому вынужден» (св. Григорий Богослов, «Слово 15»).
- «Когда мы грешим, Бог иногда гневается, а иногда долготерпит, ожидая нашего покаяния. И притом Свой гнев и праведный суд Он обнаруживает с целью вразумить нас и исправить, чтобы мы не оставались в грехе» (св. Иоанн Златоуст, «Собеседование о псалмах. Собеседование 29 на псалом 118»).

## В раввинизме
Гнев Божий — часто встречающаяся тема в талмудической литературе. «Существует ли гнев у Бога?» — спрашивает Талмуд и отвечает: — Да, ибо сказано: «Бог предается гневу всякий день» (Пс. 7:12). Великие бедствия, обрушившиеся на Иудею при царе Ироде, были приписаны гневу Божию («Древн.», XV, 9,1).

## Милосердие Божие
В Новом Завете понятие гнева Божьего диалектически сочетается с понятием милосердия Божьего (Лк. 6:36, Иак. 5:11, Рим. 12:1).